# داویده ماسارو
داویده ماسارو (انگلیسی: Davide Massaro؛ زادهٔ ۱۰ فوریهٔ ۱۹۹۸) بازیکن فوتبال اهل ایتالیا است.